# حيدار
الحَيدار أو الغَنَسْطَر حجر رملي ناعم مروي يستخدم في صناعة طوب السيليكا المستخدم عادةً في أفران التبطين.